# Никола Мартиновић
Никола Нико Мартиновић (Бајице, код Цетиња, 9. мај 1915 — Хвар, 26. децембар 1943) био је учесник Народноослободилачке борбе и народни херој Југославије.

## Биографија
Рођен је 9. маја 1915. године Бајице, код Цетиња. Након средње школе, уписао је војну академију, коју је завршио 1939. године. Као активног официра у Априлском рату, заробила га је мађарска војска у Сенти, али је успео да побегне. Након избијања Тринаестојулског устанка, у Црној Гори, 1941. године, Никола Мартиновић је ухапшен и држан три месеца у затвору. По изласку из затвора ступио је у Ловћенски партизански одред.
Пошто се истицао храброшћу и руководећим способностима, постављен је за командира чете, а затим и команданта батаљона у Ловћенском партизанском одреду. Приликом оснивања Четврте црногорске бригаде постављен је за команданта њеног Другог батаљона. Једно време је био начелник Штаба Пете црногорске, затим Треће крајишке ударне бригаде, и на крају, од октобра 1943. командант 26. далматинске дивизије.
Приликом искрцавања немачких делова 118. ловачке дивизије и Батаљона обалских ловаца Бранденбург на Корчулу, 22. децембра 1943. године (Операција Хербстгевитер IV), пребацио се са Хвара, где је био Штаб дивизије, на Корчулу, ради непосредног руковођења одбраном. Рањен је 24. децембра од тенковске гранате док је лично руковао противоклопним топом. Као тешки рањеник, пребачен је у болницу на Хвару, где је након два дана подлегао ранама.
Указом Президијума Народне скупштине ФНР Југославије 10. јула 1952. проглашен је за народног хероја.